# Kelly Slater's Pro Surfer
Kelly Slater's Pro Surfer é um jogo de surfe de 2002 desenvolvido pela Treyarch e publicado pela Activision sob o selo Activision O2. O jogo foi endossado pelo surfista veterano Kelly Slater e lançado para Game Boy Advance, GameCube, PlayStation 2 e Xbox em 2002, e para Windows em 2003. Para coincidir com o jogo, Slater apareceu como um personagem desbloqueável no jogo de skate de 2001 Tony Hawk's Pro Skater 3, completo com prancha de surfe. Recebeu críticas "favoráveis".

## Surfistas jogaveis
Aqui a lista de surfistas que estão disponivel no jogo:

### O Jogo base:
- Kelly Slater
- Lisa Andersen
- Tom Carroll
- Tom Curren
- Nathan Fletcher
- Donavon Frankenreiter
- Bruce Irons
- Rob Machado
- Kalani Robb

### Desbloqueável via modo carreira e código de trapaça
- Tony Hawk
- Travis Pastrana
- "Tiki God"
- "Surfreak"

## Recepção
Pro Surfer de Kelly Slater recebeu "críticas geralmente favoráveis" em todas as plataformas, exceto a versão para Game Boy Advance, que recebeu críticas "médias", de acordo com o agregador de análises de jogos eletrônicos Metacritic. A Famitsu deu a ele uma pontuação de dois setes, um seis e um sete para um total de 27 de 40. IFoi indicado ao prêmio anual "Melhor Jogo de Esportes Alternativo para Xbox" da GameSpot, que foi para Tony Hawk's Pro Skater 4. Também foi indicado ao prêmio "Melhor Jogo de Esportes Original" pela National Academy of Video Game Trade Reviewers, mas perdeu para Jet Set Radio Future.